# Pfarrkirche Fischbach

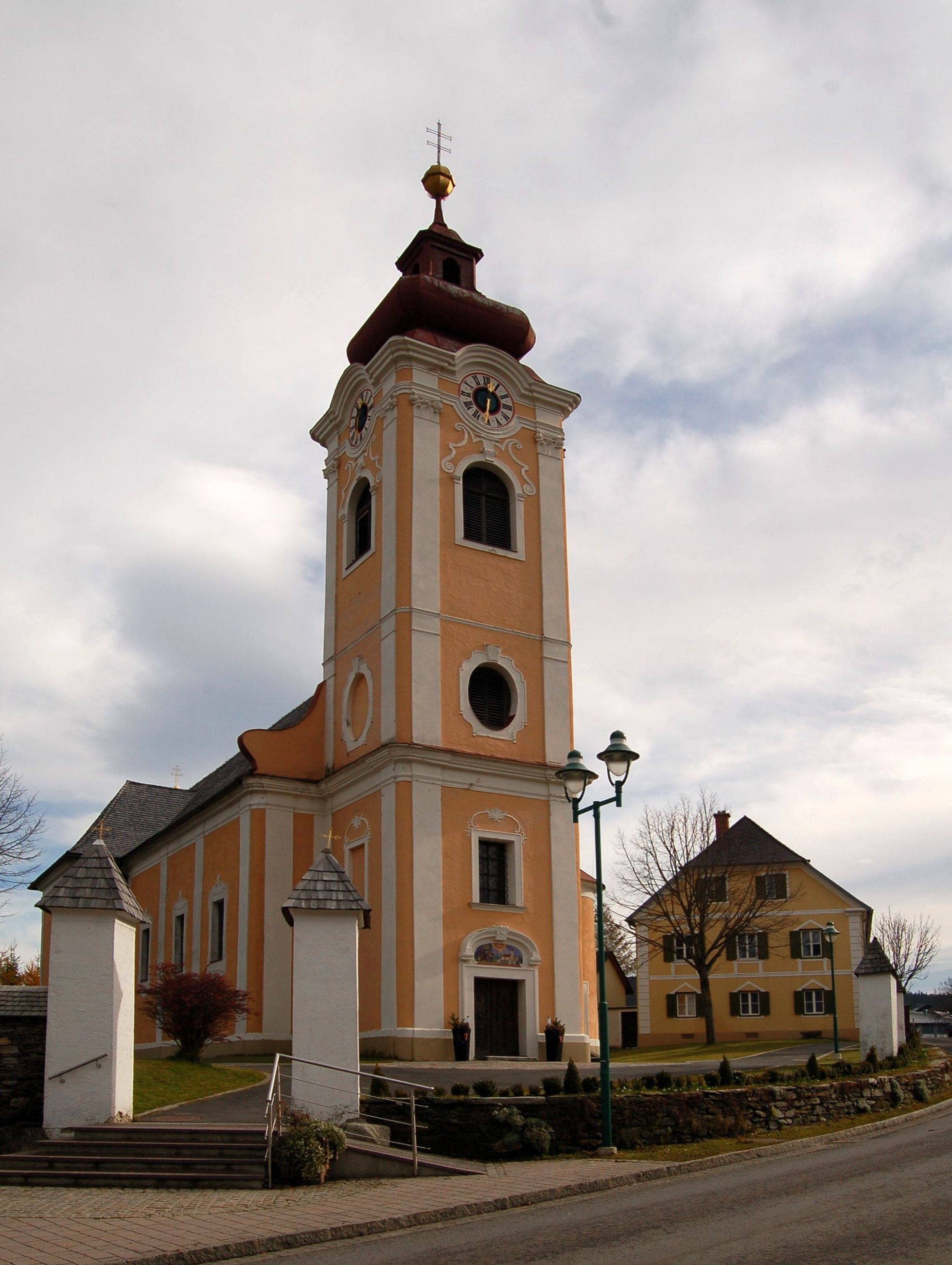
Katholische Pfarrkirche hl. Ägydius in Fischbach

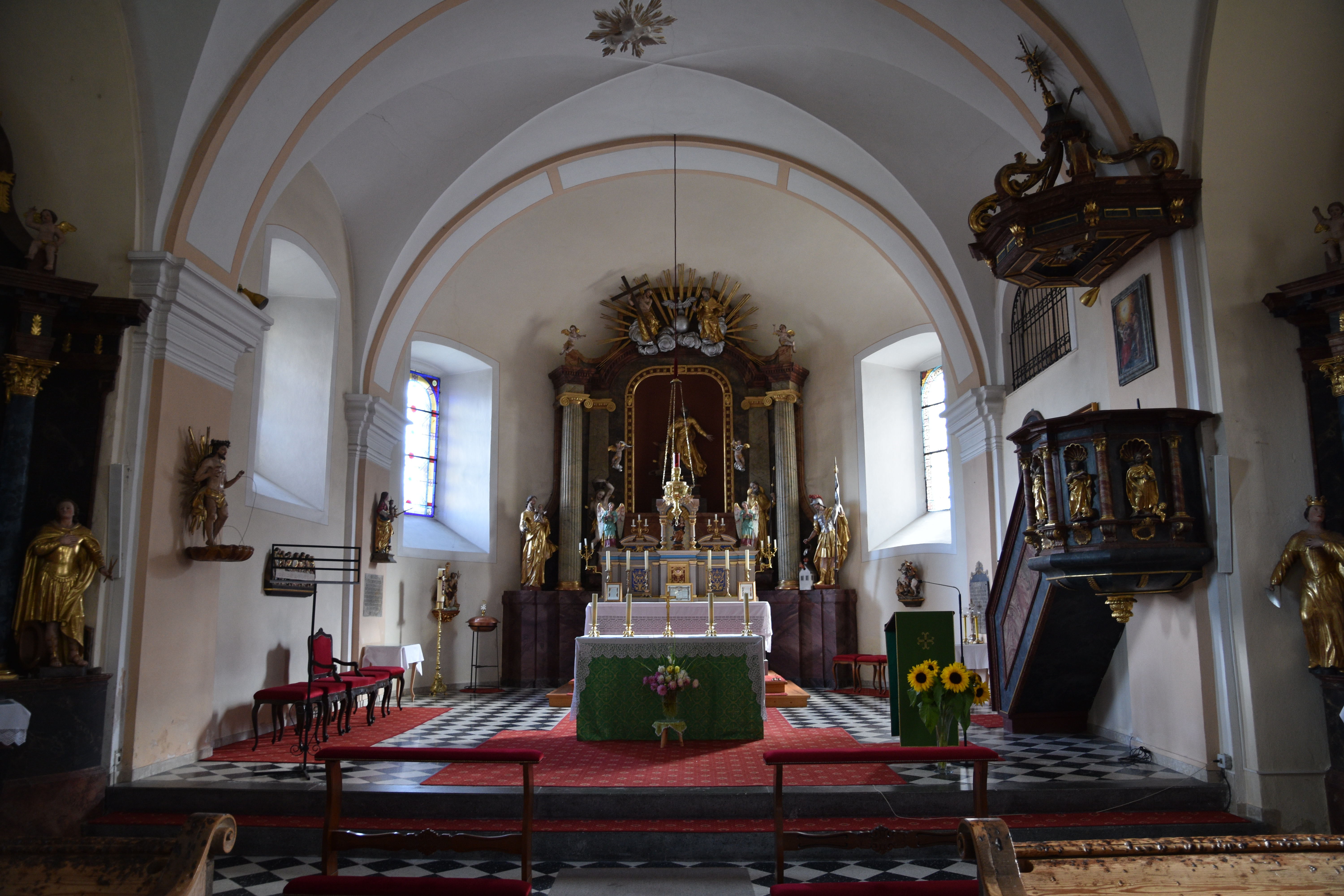
Altarraum der Pfarrkirche

Die Pfarrkirche Fischbach steht in der Gemeinde Fischbach im Bezirk Weiz in der Steiermark. Die dem Patrozinium hl. Ägidius unterstellte römisch-katholische Pfarrkirche gehört zum Dekanat Birkfeld in der Diözese Graz-Seckau. Die Kirche und der ehemalige Friedhof stehen unter Denkmalschutz (Listeneintrag).

## Geschichte
Urkundlich wurde 1402 eine Pfarre genannt.
Vom alten Kirchenbau ist nichts erhalten. Der heutige spätbarocke Kirchenbau wurde 1783 erbaut und 1966/1968 restauriert.

## Architektur
Der einheitliche spätbarocke Kirchenbau hat einen kreuzförmigen Grundriss.
Das Kircheninnere zeigt ein dreijochiges Langhaus mit einem breiteren Vierungsjoch mit seitlichen Exedren und einen einjochigen Chor mit einem Halbkreisschluss.

## Ausstattung
Der Hochaltar aus 1880 trägt Statuen aus dem vierten Viertel des 18. Jahrhunderts vom Vorgängeraltar. Die Seitenaltäre aus 1842/1843 zeigen gute Bilder, links mit der Signatur W. Rolling 1855.
Das Orgelgehäuse ist aus 1785 von Franz Xaver Schwarz, das Orgelwerk stammt von Christoph Allgäuer. Eine Glocke ist aus dem 13. Jahrhundert.

## Grabdenkmäler
Ein Grabstein nennt Gräfin Maria A. Steinpeiß 1680.